# Buzova Paskivka (Mîkilske), Poltava
Buzova Paskivka (în ucraineană Бузова Пасківка) este un sat în comuna Mîkilske din raionul Poltava, regiunea Poltava, Ucraina.

## Demografie
Componența lingvistică a localității Buzova Paskivka
     Ucraineană (100%)
Conform recensământului din 2001, toată populația localității Buzova Paskivka era vorbitoare de ucraineană (100%).